# 比爾寧孔尼省
13°47′23″N 5°14′57″E / 13.78972°N 5.24917°E

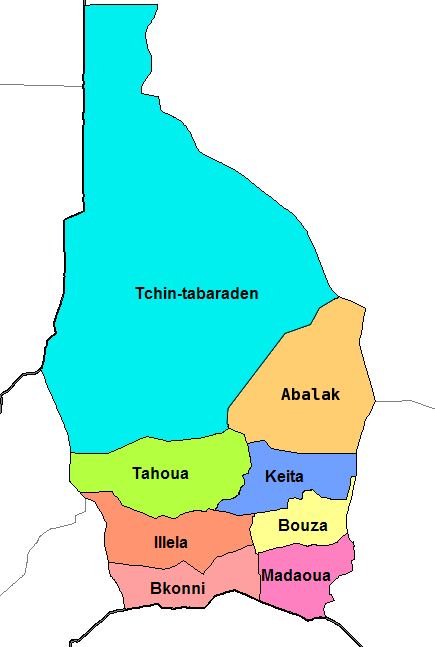

比爾寧孔尼省（法語：Birni N'Konni），是尼日爾的省份，位於該國西部，由塔瓦大區負責管轄，北面是伊萊拉省，面積5,317平方公里，2011年人口504,783，人口密度每平方公里94.9人。